# Unai Gómez
Unai Gómez Etxebarria (Bermeo, 25 maggio 2003) è un calciatore spagnolo, centrocampista dell'Athletic Bilbao.

## Carriera

### Club
Nato a Bermeo, Gómez si è unito al settore giovanile dell'Athletic Bilbao nel 2013 proveniente dal Bermeo. Ha lasciato nel 2016 per passare tre anni con il Danok Bat, per poi tornare nel 2019.
È stato promosso nel Baskonia in Tercera División RFEF il 19 luglio 2021, ed ha debuttato il 5 settembre partendo titolare nello 0-0 contro il Barakaldo. Ha segnato il suo primo gol contro il Santutxu il 21 novembre.
Il 10 luglio 2022 è stato promosso nel Bilbao Athletic, ed ha debuttato il 28 agosto entrando nel secondo tempo dell'incontro contro il La Nucía. Ha segnato il suo primo gol con la squadra B il 29 gennaio 2023 contro il CD Logroñés.
Ha fatto il suo debutto in prima squadra, e nella Liga, il 12 agosto 2023 partendo titolare contro il Real Madrid al San Mamés ma è stato sostituito nella ripresa.

### Nazionale
Ha giocato nella nazionale spagnola Under-21.

## Statistiche

### Presenze e reti nei club
Statistiche aggiornate al 22 febbraio 2025.
| Stagione             | Squadra              | Campionato           | Campionato | Campionato | Coppe nazionali | Coppe nazionali | Coppe nazionali | Coppe continentali | Coppe continentali | Coppe continentali | Altre coppe | Altre coppe | Altre coppe | Totale | Totale | Totale |
| Stagione             | Squadra              | Comp                 | Pres       | Reti       | Comp            | Pres            | Reti            | Comp               | Pres               | Reti               | Comp        | Pres        | Reti        | Pres   | Reti   |        |
| -------------------- | -------------------- | -------------------- | ---------- | ---------- | --------------- | --------------- | --------------- | ------------------ | ------------------ | ------------------ | ----------- | ----------- | ----------- | ------ | ------ | ------ |
| 2021-2022            | Baskonia             | TD                   | 33         | 5          |                 | -               | -               |                    | -                  | -                  |             | -           | -           | 33     | 5      |        |
| 2022-2023            | Bilbao Athletic      | PDD RFEF             | 34         | 2          |                 | -               | -               |                    | -                  | -                  |             | -           | -           | 34     | 2      |        |
| 2023-2024            | Bilbao Athletic      | PDD RFEF             | 1          | 0          |                 | -               | -               |                    | -                  | -                  |             | -           | -           | 1      | 0      |        |
| 2023-2024            | Athletic Bilbao      | PD                   | 25         | 2          | CR              | 8               | 0               |                    | -                  | -                  |             | -           | -           | 33     | 2      |        |
| 2024-2025            | Athletic Bilbao      | PD                   | 20         | 1          | CR              | 1               | 0               | UEL                | 8                  | 1                  | SS          | 1           | 0           | 30     | 2      |        |
| Totale Athletic Club | Totale Athletic Club | Totale Athletic Club | 45         | 3          |                 | 9               | 0               |                    | 8                  | 1                  |             | 1           | 0           | 63     | 4      |        |
| Totale carriera      | Totale carriera      | Totale carriera      | 113        | 9          |                 | 9               | 0               |                    | 8                  | 1                  |             | 1           | 0           | 131    | 10     |        |

## Palmarès
- Coppa di Spagna: 1

Athletic Bilbao: 2023-2024